# ذهبية متساوية
الذهبية المتساوية (الاسم العلمي: Isochrysidaceae) هي فصيلة من الأسناخ الصبغية تتبع رتبة الذهبيات المتساوية من طائفة البذيرات الجيرية.

## أجناس
- الذهبي المتساوي